# Discocalyx mindanaensis
Discocalyx mindanaensis är en viveväxtart som beskrevs av Adolph Daniel Edward Elmer. Discocalyx mindanaensis ingår i släktet Discocalyx och familjen viveväxter. Inga underarter finns listade i Catalogue of Life.